# Інвентарний номер (культурні цінності)
Інвентарний номер — унікальний ідентифікатор у бібліотеках, художніх галереях, музеях та архівах є, який присвоюється кожному придбанню та забезпечує початковий контроль над ним. Присвоєння інвентарних номерів зазвичай відбувається в момент приєднання або каталогізації. Даний термін є не зовсім точним, оскільки форма інвентарних номерів часто є буквено-цифровою.
Зазвичай, якщо елемент видалено з колекції, його номер повторно не використовується для нових об'єктів.

## У бібліотеках
У бібліотеках ця система нумерації зазвичай є доповненням до класифікаційного номера бібліотеки (або буквено-цифрового коду) та ISBN або міжнародного стандартного номера книги, який призначають видавці.

## В ботаніці
Інвентарні номери також використовуються в ботаніці установами з живими колекціями, такими як дендропарки, ботанічні сади тощо, для ідентифікації рослин або груп рослин, які належать до одного таксону, мають той самий тип розмноження (або лікування), отримані з того самого джерела, були отримані одночасно. Інвентарні номери також використовують гербарії та інші ботанічні установи, які збирають неживий матеріал.

## У музеях
Інвентарний номер музею може включати рік придбання, іноді повну дату (як у Британському музеї) та порядковий номер, розділений крапкою. Крім того, відділи чи мистецькі класифікації в межах колекції чи музею можуть резервувати розділи чисел. Наприклад, предмети, ідентифіковані номерами від 11 000 до 11 999, можуть означати предмети, отримані музеєм у 1911 році; перші 300 чисел можуть використовуватися для позначення американського мистецтва, тоді як наступні п'ятдесят (11.301–350) можуть використовуватися для африканського мистецтва. У деяких випадках вони також включають літери та інші розділові знаки, такі як коми, дефіси або косі риски.

## Використання з іншими паралельними системами
У старих установах простіші системи нумерації іноді зберігаються поряд із новішими системами або включаються в них. Якщо об'єкти є унікальними, установам зазвичай потрібно зберегти оригінальний номер у певній формі, оскільки він використовувався в старих посиланнях, які все ще використовуються в науці. Зокрема, колекції рукописів використовують префікс «MS», а багато добре відомих рукописів відомі за своїми старими номерами MS, які часто містять префікс для певної колекції в бібліотеці. Ці колекції можуть бути розділені за колишніми власниками, як у випадку з кількома «закритими» колекціями Британської бібліотеки, або за мовою, як у випадку з Фруассаром Людовика Грютузського (BnF MS Fr. 2643-6), що вказує на двотомний рукопис французькою мовою в Bibliothèque nationale de France.